# Пантано д'Инферно (Латина)
Пантано д'Инферно је насеље у Италији у округу Латина, региону Лацио.
Према процени из 2011. у насељу је живело 103 становника. Насеље се налази на надморској висини од 9 м.